# Gory Glybovye
Gory Glybovye är ett berg i Antarktis. Det ligger i Östantarktis. Australien gör anspråk på området. Toppen på Gory Glybovye är 502 meter över havet.
Terrängen runt Gory Glybovye är platt västerut, men österut är den kuperad. Trakten är obefolkad. Det finns inga samhällen i närheten.